# Décès en 2000
Décès
- 1996
- 1997
- 1998
- 1999
- 2000
- 2001
- 2002
- 2003
- 2004

Cet article présente une liste de personnalités mortes au cours de l'année 2000 dont la date de décès précise est inconnue.
La liste des personnes référencées dans Wikipédia est disponible dans la page de la Catégorie:Décès en 2000

Les mois de l'année font l'objet de listes spécifiques :

## Date inconnue
| Nom                | Activités                                                 | Âge      | Source |
| ------------------ | --------------------------------------------------------- | -------- | ------ |
| Vincenzo Bianchini | écrivain, poète, sculpteur, philosophe et médecin italien | 96 ou 97 |        |